# Albert Solé i Bruset
Albert Solé Bruset (Bucarest, 3 d'abril de 1962) és un periodista i director de documentals català. És fill de Jordi Solé Tura. Nascut a Bucarest, té les nacionalitats romanesa, francesa i espanyola. És llicenciat en Ciències de la informació i ha realitzat diversos cursos de formació audiovisual.

## Biografia
Durant anys va treballar com a periodista en diversos mitjans escrits com El Periódico de Catalunya i El País, i com a reporter de televisió especialitzat en temes socials i internacionals a les cadenes públiques TVE i TV3. L'any 2002 va fer el salt a la direcció de documentals, amb projectes per a cadenes de televisió i institucions nacionals i internacionals com TVE, TV3, Arte, Netflix, Cuatro, Al Jazeera, Movistar, Unesco, IB3, Canal 22 Mèxic, etc.. Es també guionista de totes les seves pel·lícules.
L'any 2007 va dirigir Bucarest, la memòria perduda, el seu primer llargmetratge per a sales comercials. El film és una recerca personal sobre la seva pròpia memòria i la del seu pare, Jordi Solé Tura. L'obra va ser guardonada amb els Premis Goya i Gaudí al millor documental, a més de rebre nombrosos reconeixements nacionals i internacionals.
El 2008 va crear la seva pròpia productora, Minimal Films, des de la que ha produït tots els seus darrers films, així com documentals, films de ficció i diferents formats per a museus, multimèdia i “branded content” dirigits per diversos directors i directores.
Amb els anys, Albert Solé s'ha endinsat en temàtiques diverses, des de la sèrie documental sobre abusos a l'església Examen de consciència (Netflix) fins a produccions sobre temes geopolítics com La última cinta des de Bòsnia (XAL), Retorn a Raqqa(Movistar, TV3), així com projectes de temàtica científica com Jarabe contra el càncer (Movistar, TV3), La mente del violador (Canal cuatro) o Els records glaçats, sobre la científica antàrtica Josefina Castellví (TVE, TV3). La seva capacitat d'adaptar-se a nous llenguatges audiovisuals l'ha portat també a l'àmbit de la ficció, on ha produït la pel.lícula per televisió Quico Sabaté, sense destí, guanyadora del Premi Gaudí, així com diversos curtmetratges.
Al marge de la producció cinematogràfica, Solé també ha liderat projectes institucionals i formats híbrids per a museus, empreses i fundacions. El 2019, i en col.laboració de la Fundació Pasqual Maragall, va posar en marxa el Brain Film Fest, festival de cinema sobre el cervell que se celebra anualment al CCCB de Barcelona i que ara s'està estenent a altres ciutats com Madrid, Sant Boi o Mollet del Vallès. Ha estat també profesor associat de documental a la facultat de Ciències de la Comunicació de la Universitat Autònoma de Bellaterra.
La seva obra ha estat reconeguda amb una seixantena de premis nacionals i internacionals, i s'ha projectat en cadenes de televisió i festivals d'arreu del món.

## Obres destacades com a director i guionista[calcitació]
- El sueño del agua
- En la cárcel confidencial (sèrie)
- La mente del violador
- Bucarest, la memòria perduda
- Al final de l'escapada[14]
- Els records glaçats
- Jarabe contra el càncer
- Federal
- Miró contra Miró
- Examen de consciència (sèrie)
- L'última cinta des de Bòsnia
- Retorn a Raqqa
- Tarradellas, govern d'unitat
- Las mil vidas de Jorge Semprún
- Acció exterior, al cor de la diplomàcia europea

## Obres destacades com a productor
- El so del raval
- Sexe, maraques i chihuahuas
- Gabor[15] (també es co-guionista)
- Lights
- Norte
- Perduts en el temps (sèrie de TVE)
- Quico Sabaté, sense destí
- Magallanes, la primera volta al món (sèrie)
- Javier Cercas i l'impostor[16]
- El petit peó[17]

## Premis i distincions[calcitació]
| Any  | Premi                                                       | Categoria                                                    | Pel·licula                   |
| 2008 | Cinemed, festival de la Mediterranée                        | Millor documental                                            | Bucarest, la memòria perduda |
| 2008 | Festival Memorimage                                         | Millor documental                                            | Bucarest, la memòria perduda |
| 2008 | Toulouse CinEspaña Film Festival                            | Premi Raíces a Millor Documental                             | Bucarest, la memòria perduda |
| 2008 | Festival de la memòria, Tepoztlán. Mèxic.                   | Millor direcció                                              | Bucarest, la memòria perduda |
| 2008 | Festival de la memòria, Tepoztlán. Mèxic.                   | Millor muntatge                                              | Bucarest, la memòria perduda |
| 2008 | Festival Internacional Premios TIRANT                       | Premi Especial TIRANT                                        | Bucarest, la memòria perduda |
| 2009 | Gaudí                                                       | Millor documental                                            | Bucarest, la memòria perduda |
| 2009 | Goya                                                        | Millor documental                                            | Bucarest, la memòria perduda |
| 2009 | Pantalla de cristal. México                                 | Millor direcció                                              | Mina, sueños de libertad     |
| 2009 | Pantalla de cristal. México                                 | Millor serie documental                                      | Mina, sueños de libertad     |
| 2011 | Festival de Màlaga                                          | Bisnaga de Plata al Millor documental                        | Al final de l'escapada       |
| 2011 | Festival de Màlaga                                          | Bisnaga de Plata Premi del Públic                            | Al final de l'escapada       |
| 2014 | Festival Memorimage                                         | Premi del Públic al millor documental a la secció MemoriJove | Els records glaçats          |
| 2014 | Premio continuará de TVE                                    | Pel·lícula més destacada de l'any                            | Els records glaçats          |
| 2014 | Festival de Màlaga                                          | Bisnaga de Plata Premi del Públic                            | Gabor                        |
| 2014 | Documenta Madrid                                            | Guanyador del Panorama Espanyol                              | Gabor                        |
| 2014 | Foyle Film Festival. Irlanda.                               | Millor documental                                            | Gabor                        |
| 2014 | Festival de la Memòria. Mèxic..                             | Millor documental de la secció ARTE                          | Gabor                        |
| 2014 | Festival Internacional de Cinema de Nunes.                  | Millor documental                                            | Gabor                        |
| 2014 | Festival de Cine de Viajes de Ocejón                        | Millor pel·lícula                                            | Gabor                        |
| 2014 | Festival Cronograf                                          | Millor documental                                            | Gabor                        |
| 2014 | Heartland Film Festival. USA.                               | Award Winner                                                 | Gabor                        |
| 2014 | Festival internacional de Cine Santa Cruz Bolivia           | Premi Signis. Mejor Largometraje Documental                  | Gabor                        |
| 2014 | Festival internacional de filmes sobre discapacidad. Brasil | Challenge Award. Assim Vivemos Trophy                        | Gabor                        |
| 2015 | Gaudí                                                       | Millor documental                                            | Gabor                        |
| 2016 | Festival Gollut                                             | Millor curtmetratge                                          | Norte                        |
| 2016 | Festival Internacional de Cinema de Cerdanya                | Premi del públic a Millor Curtmetratge                       | Norte                        |
| 2016 | Festival de Cinema Independent de Linares                   | Millor Curtmetratge                                          | Norte                        |
| 2017 | Girona Film Festival                                        | Millor Documental DO Girona DOC                              | Sexe, maraques i chihuahues  |
| 2021 | DocsValència                                                | Premi Panorama                                               | L'última cinta des de Bòsnia |
| 2021 | Mediterrane Film Festival, Siroki Brijeg                    | Grand Prix                                                   | L'última cinta des de Bòsnia |
| 2023 | DocsValència                                                | Premi Panorama                                               | Retorn a RAQQA               |
| 2023 | Festival FIGRA. França                                      | Gran premi del jurat                                         | Retorn a RAQQA               |
| 2023 | Festival FIGRA. França                                      | Premi del jurat jove                                         | Retorn a RAQQA               |
| 2023 | Festival FIGRA. França                                      | Premi del públic                                             | Retorn a RAQQA               |
| 2023 | Visioni dal Mondo. Itàlia                                   | Menció especial del jurat                                    | Retorn a RAQQA               |
| 2023 | Visioni dal Mondo. Itàlia                                   | Amici Cineteca Milano                                        | Retorn a RAQQA               |
| 2023 | Prodocs. Barcelona                                          | Millor documental televisiu                                  | Tarradellas, govern d'unitat |
| 2023 | Gaudí                                                       | Millor Pel·lícula per TV                                     | Quico Sabaté: sense destí    |

## Premis personals[calcitació]
- Micròfon d'or 2009
- Ecozine 2015
- Premi especial a la protecció de la infància 2024